# Eucrostes dominicaria
Eucrostes dominicaria là một loài bướm đêm trong họ Geometridae.